# Petra van Dam
Petronella Juliëtte Elisabeth Maria (Petra) van Dam (Utrecht, 18 februari 1963) is een Nederlandse hoogleraar water- en milieugeschiedenis aan de Vrije Universiteit Amsterdam.

## Loopbaan
Van Dam studeerde na haar Haagse middelbareschooltijd Middeleeuwse geschiedenis in Leiden (1982-1989). Vervolgens promoveerde ze in Leiden (1997) op Vissen in veenmeren. De sluisvisserij bij de Spaarndamse dijk en de ecologische transformatie in Rijnland 1440-1530 en was als onderzoeker verbonden aan verschillende instituten. Ze was onder meer KNAW-onderzoeker voor het project ‘An Ecological Transformation at the Northsea Coast. Ecosystems, Trading Networks and Institutions in Holland, Zeeland and Northern Germany, 1300-1700.’ Ook was ze projectleider van een groot onderzoeksproject over de geschiedenis van het hoogheemraadschap van Rijnland.
In 1998 kreeg ze een aanstelling aan de VU. In 2009 werd ze bijzonder hoogleraar waterstaatsgeschiedenis, gefinancierd door het Schilthuisfonds en Onderzoeksinstituut CLUE. Haar oratie (2010) droeg als titel ‘De amfibische cultuur: een visie op watersnoodrampen’. In 2019 werd ze benoemd tot gewoon hoogleraar Water- en Milieugeschiedenis aan de Vrije Universiteit. Haar onderwijs en onderzoek omvat waterstaatsgeschiedenis, ecologische of milieugeschiedenis en sociaal-economische geschiedenis over de periode 1000-2000.

## Onderzoek
Een groot deel van het onderzoek van Van Dam richt zich op de vraag hoe in de loop van de geschiedenis Nederlanders zich hebben beschermd tegen water. Veel aandacht besteedde ze aan de historie van de Nederlandse waterschappen en de rol van  bepaalde dieren in de omgang van mens en natuur, onder andere de paling en het konijn (in de duinen). 

## Publicaties (selectie)
- Petra van Dam: Van Amsterdams Peil naar Europees referentievlak. De geschiedenis van het NAP tot 2018. Hilversum, Verloren, 2018. ISBN 9789087046972
- Dam, P.J.E.M. van (2016) ‘An Amphibious Culture. Coping with floods in the Netherlands,’ in: Peter Coates, David Moon, Paul Warde (eds.) Local Places, Global Processes. Oxford: Oxbow Books, ISBN 978-1909686939.
- Gerrit R. Boomsma &  Dam, P.J.E.M. van (2014) ‘Voor de ongelukkigen van de watersnood.’ Historisch onderzoek naar de donormotieven bij watersnoden in de negentiende eeuw,’ Tijdschrift voor Waterstaatsgeschiedenis 23 (2), 68-81.
- Dam, P.J.E.M. van  (2012) ‘Denken over overstromingen, natuurrampen en het idee van de amfibische cultuur’, Tijdschrift voor Waterstaatsgeschiedenis 22(1-2), 1-10.
- Dam, P.J.E.M. van (2012) ‘Overstromingen en culturele aanpassingen in historisch perspectief,’ Water Governance 5, 10-17.
- Dam, P.J.E.M. van  (2010) ‘Leidse professoren eisen hofkonijnen. Een nieuw betekenis voor een oud emolument in vroeg-modern Holland,’ in: L. Sicking, M. Damen (red.) Bourgondië voorbij. De Nederlanden 1250-1650. Liber alumnorum Wim Blockmans. Leiden, 288-302.
- Dam, P.J.E.M. van  (2012) ‘Rabbits Swimming Across Borders. Micro-Environmental Infrastructures and Macro-Environmental Change in Early Modern Holland’ in: Economies and Ecologies in Medieval and Early Modern Europe, B. Scott (ed.), Brill’s Series in the History of the Environment vol.1 (Aleks Pluskowski ed.), Leiden, 63-92.
- Dam, P.J.E.M. van  (2010) De amfibische cultuur. Een visie op watersnoodrampen, oratie, Vrije Universiteit, Amsterdam, 29 oktober 2010, 26 p. Ook gepubliceerd op: www.DARE.nl: http://hdl.handle.net/1871/18457

## Overige  activiteiten
- Bestuurslid van het Amsterdam Sustainability Institute, VU, 2019- .
- Bestuurslid van het Environmental Humanities Center, VU, 2017- .
- Redacteur boekserie Water, cultuur en geschiedenis (Verloren, Hilversum). 2011-
- Editor book series ‘The environment in history: international perspectives’ (Berghahn, Oxford/New York) 2009-2019.
- Lid Adviesraad Water History (Springer, Dordrecht etc.). 2009-2019.
- Bestuurslid Society for Agricultural History of the Netherlands (VLG) 2008-2012.
- Vice-President European Society for Environmental History (ESEH) 2007-2011.
- Lid Editorial Board Environment and History (Cambridge) 2007- .
- Hoofdredacteur Jaarboek voor Ecologische Geschiedenis (Verloren) 1998-2005.
- Lid De Jonge Akademie 2005-2010.